# Тимошенко, Олег Семёнович
Оле́г Семёнович Тимоше́нко (4 декабря 1932, Кременная, Донецкая область, УССР, СССР — 20 декабря 2010, Швейцария) — народный артист Украины (1992), действительный член Национальной академии искусств Украины, академик-секретарь отделения музыкального искусства академии, профессор.

## Биография
В 1953 г. окончил Луганское музыкальное училище, в 1960 г. — Киевскую государственную консерваторию имени П. И. Чайковского.
В 1960—1963 гг. — директор и преподаватель Винницкого музыкального училища имени Николая Леонтовича.
В 1963—2004 гг. — в Киевской консерватории (сейчас Национальная музыкальная академия Украины имени П. И. Чайковского):
- 1963—1965 гг. — старший преподаватель,
- 1965—1983 гг. — проректор по учебной работе,
- 1983—2004 гг. — ректор[1].

Среди учеников — Евгений Савчук, Инесса Шилова, Г. Сорокопуд, Алла Шейко, Юлия Пучко-Колесник, Виктор Петриченко, Людмила Шумская, Владимир Николенко, Павел Ковалик, Андрей Козачок, Людмила Сенченко, Евгения Суда (Ева Хадаши).
Возглавлял хоры в Виннице, Харькове, Луганске, Киеве; художественный руководитель хоровой капеллы ЮЗЖД (1973—1983).
Был академиком-основателем Национальной академии искусств Украины, а с 1997 г. — академиком-секретарём отделения музыкального искусства академии, член Национальной комиссии по вопросам культуры при ЮНЕСКО.
В 2000 году Олег Семёнович Тимошенко, при поддержке президента-основателя Международного Зелёного Креста — М. С. Горбачёва, создал в Украине экологическую национальную организацию «Зеленый Крест» (англ. «Green Cross» Ukraine), которую возглавлял до 2010 года.
Автор научно-методических трудов по истории и теории хорового искусства.
Сын Максим Тимошенко — культуролог, общественный деятель.
Умер в Швейцарии 20 декабря 2010 года. Похоронен на Байковом кладбище в Киеве (участок № 52а).

## Награды и звания
- Орден «За заслуги» І степени (27 декабря 2007) — за значительный личный вклад в развитие украинской культуры и музыкального искусства, многолетнюю плодотворную творческую, педагогическую и научную деятельность[4]
- Орден «За заслуги» ІІ степени (5 декабря 2002) — за значительный личный вклад в развитие музыкального искусства в Украине, многолетнюю плодотворную творческую деятельность[5]
- Почётный знак отличия Президента Украины (22 августа 1996) — за выдающийся личный вклад в обогащение национальной культурно-художественного наследия, весомые творческие достижения и по с случаю пятой годовщины Независимости Украины[6]
- Орден «Знак Почёта»
- Медаль «В память 1500-летия Киева»
- Народный артист Украины (1992)
- Заслуженный деятель искусств Украинской ССР
- Почётная грамота Кабинета министров Украины (31 декабря 1998) — за весомый личный вклад в развитие национального музыкального искусства, высокое профессиональное мастерство[7].
- Почётная грамота Верховной Рады Украины.
- Почётные грамоты ряда зарубежных стран.